# 保羅·費爾哈赫
保羅·约翰内斯·赫拉尔杜斯·費爾哈赫（荷蘭語：Paul Johannes Gerardus Verhaegh；1983年9月1日—）是一位荷蘭的足球運動員。在場上司職右後衛。2020年6月3日宣佈退役。

## 外部連結
- fussballdaten.de：Paul Verhaegh之統計數據 （德文）